# Rhenania Würselen
Der SV Rhenania Würselen 05 ist ein Fußballverein aus Würselen in der Städteregion Aachen, Nordrhein-Westfalen. Die Farben des 1905 gegründeten Vereins sind Schwarz und Gelb.

## Geschichte

### Die ersten 25 Jahre
Am 10. August 1905 fand die Gründungsversammlung des SV Rhenania statt. Der Verein verschrieb sich in der Hauptsache der Pflege der Geselligkeit und der Unterhaltung. Dem Sport wurde in der ersten Zeit wenig Verständnis entgegengebracht, vornehmlich da die Trainings- und Wettkampfspiele sonntags in den Nachmittagsstunden stattfanden und die Jugendlichen dadurch vom Besuch der kirchlichen Andacht ferngehalten wurden.
Im Winter des Jahres 1905 gewann Rhenania einen ersten Wettkampf gegen den FC Aldenhoven mit 2:0. Durch den Beitritt zum Rheinisch-Westfälischen Spielverband 1907 wurde die Teilnahme an der Meisterschaft gesichert. Rhenania, beheimatet auf dem Sportplatz am Kaninsberg, wurde dritter der C-Klasse. Zwei Jahre später, 1910, wurden die Schwarz-Gelben Gruppenmeister der C-Klasse und durch einen 3:2-Sieg über die Kölner Alemannia Bezirksmeister.

### Vom Kaninsberg zum Lindenplatz
Der Platz am Kaninsberg war entfernt gelegen. Da nunmehr zahlreiche weitere Fußballvereine existierten, kamen immer weniger Zuschauer zum "Monte Kanino". Mit Hilfe von Josef Nacken wurde der Lindenplatz geschaffen, der am 21. August 1921 seiner Bestimmung übergeben wurde. Der Platz war fest umzäunt und hatte eine überdachte Tribüne. In mehr als 30 Jahren entwickelte sich dort die Rhenania zu einem regional bekannten Verein. Die Rhenania spielte dabei auch um die Rheingau-Meisterschaft. 1925 wurde die Mannschaft als Westkreis- und Rheingaumeister der Kreisliga gefeiert.
1929 wurde Rhenania erneut Meister und stieg in die zweite Bezirksliga auf. Als Neuling schaffte Rhenania 1929/30 den Aufstieg in die erste Bezirksliga. Unerwartet stieg die Mannschaft ein Jahr später erneut auf und schaffte damit den Sprung in die damals höchste deutsche Fußballklasse.
Mit der politischen Umwälzung im Jahre 1933 kam auch eine neue Klasseneinteilung. Dieser fiel die Rhenania zum Opfer, da die Klassen nach der Größe der Städte eingeteilt wurden. Im Jahre 1935/36 erspielte sich die Mannschaft erneut die Meisterschaft, die vierte seit 1928/29. In den nachfolgenden Aufstiegsspielen wurde der zweite Platz geholt, was den Aufstieg in die Gauliga Mittelrhein bedeutete, wo die Schwarz-Gelben eine Reihe von Mittelfeldplätzen erreichten.

### „Schwarze Teufel“ vom Lindenplatz
Bereits im Jahre 1945 waren es Peter Queck, Johann Simons und Willy Franken, die zusammen mit einigen alten Vorstandsmitgliedern die Wiederaufnahme des Spielbetriebes bewerkstelligten. Zwei Jahre später gelang ein großer Erfolg: Als Meister beendete die Rhenania die Gruppenspiele des Fußballverbandes Mittelrhein. Nach zwei Entscheidungsspielen war die Oberliga West erreicht. Das war der größte Erfolg, den die Rhenania-Fußballer jemals errangen. Der siegreichen Mannschaft von damals gehörte unter anderem Jupp Derwall an.
Am Ende der Saison 1949/50 musste die Rhenania jedoch aus der Oberliga West in die 2. Liga West absteigen.

### Die Entwicklung bis heute

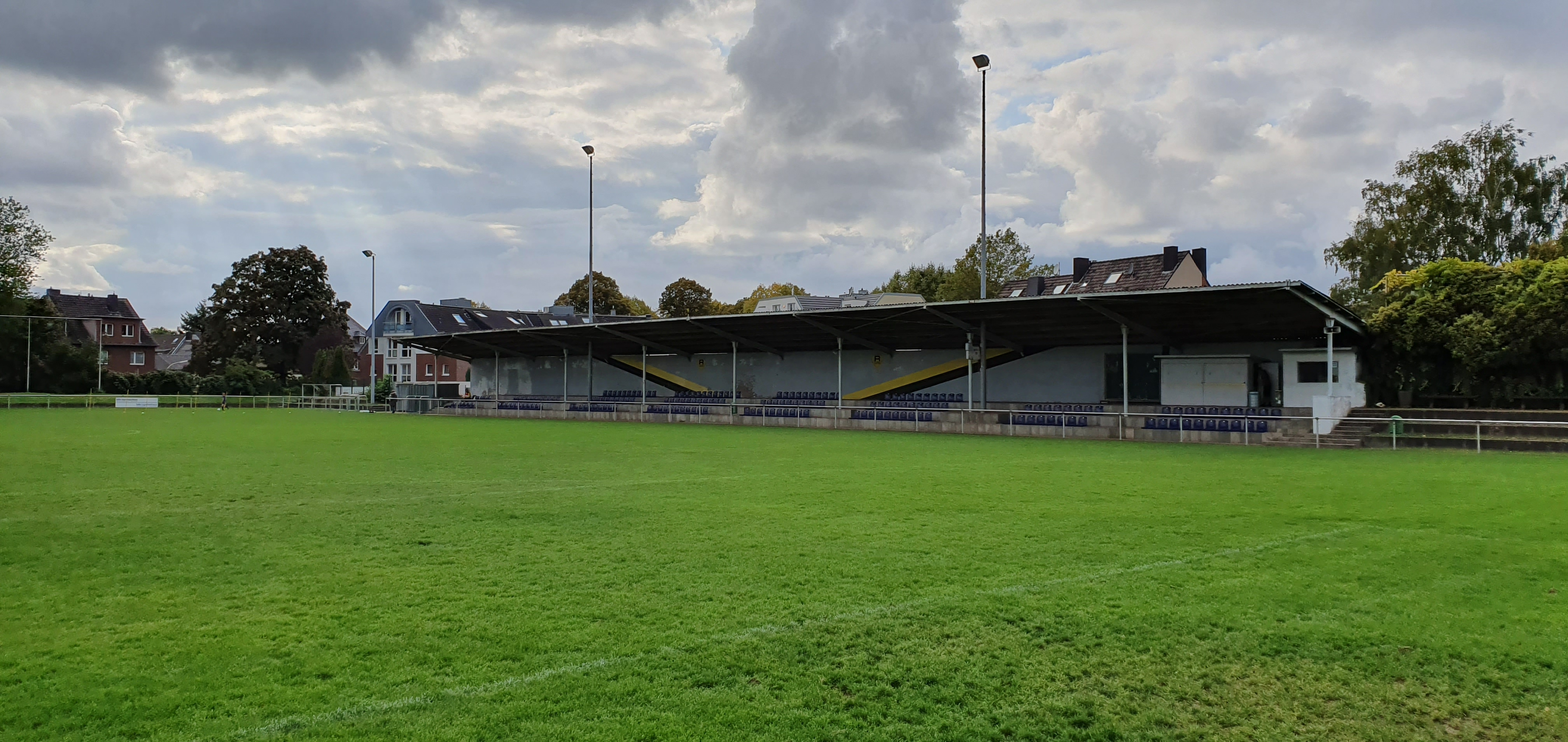
Altes Stadion am Lindenplatz von SV Rhenania Würselen 05

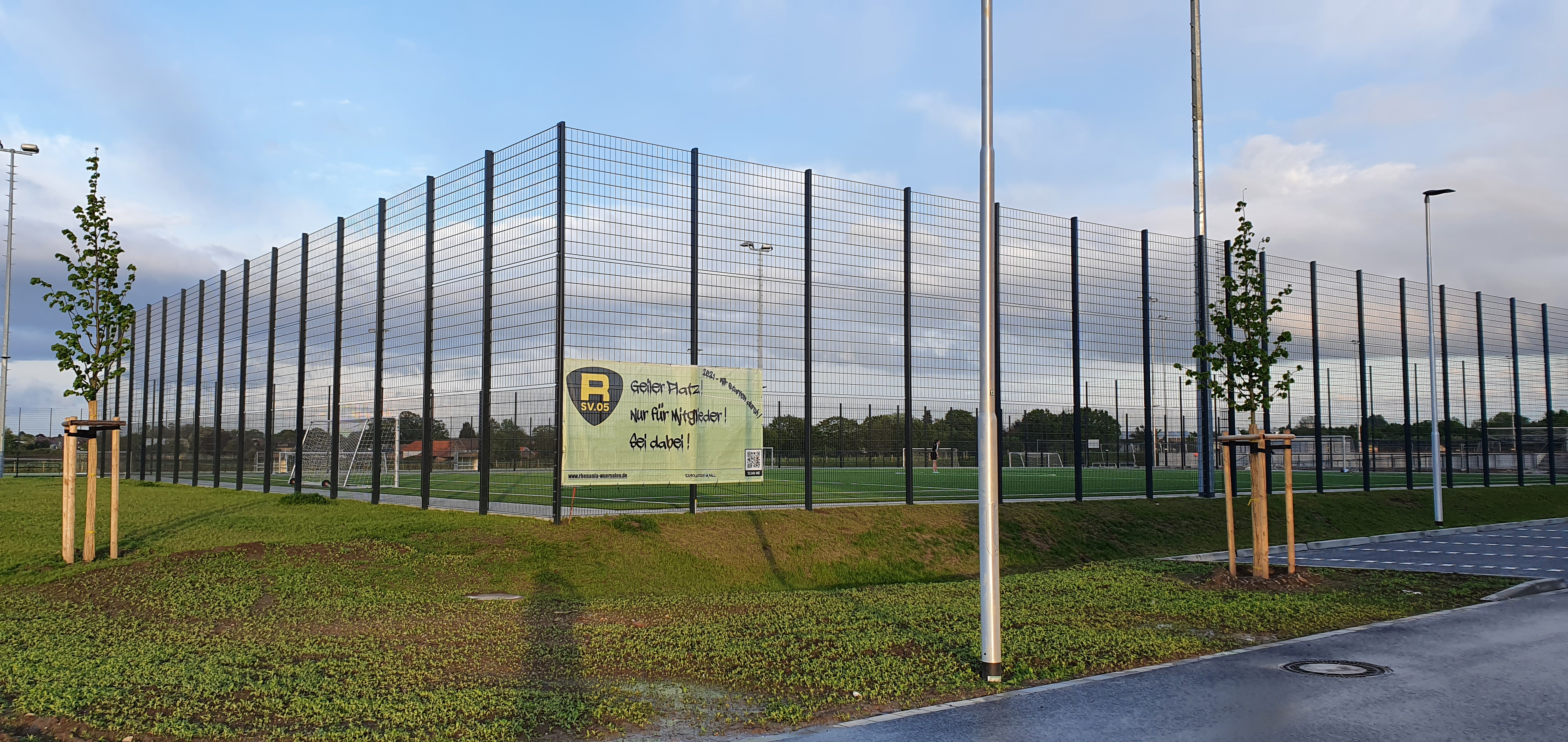
Neuer Platz im „Sportpark 2020“

Nach weiteren Jahren der Zugehörigkeit zu 2. Liga landete die Rhenania in der Verbandsliga, Landesliga und schließlich in der Bezirksklasse. Im Juni 1990 feierte die Rhenania wieder einen Titel: nach mehr als vier Jahrzehnten wurde man Meister in der Bezirksliga Aachen, was den Aufstieg in die Landesliga Mittelrhein bedeutete. Bereits zwei Jahre später in der Saison 1992/93 stieg der Verein erneut auf. In einem Entscheidungsspiel gegen Borussia Köln-Kalk gelang Rhenania Würselen der Aufstieg in die Verbandsliga Mittelrhein, die zweithöchste Amateurklasse. Weit über 1200 Fans der Schwarz-Gelben waren mit nach Oberaußem bei Bergheim gefahren – das Spiel fand auf neutralem Platz statt – um den 3:0-Triumph mitzuerleben.
In der Saison 1996/97 schaffte man unter Trainer Wilfried Hannes den Aufstieg in die Oberliga Nordrhein. Es folgte eine äußerst starke Saison, denn man wurde Vizemeister und war bis drei Spieltage vor Schluss noch Tabellenführer. Dann unterlag man am Lindenplatz den Amateuren von Bayer Leverkusen, die man im Hinspiel im Ulrich-Haberland-Stadion noch mit 1:0 besiegt hatte. Es gelang außerdem, im Pokal Alemannia Aachens 1. Mannschaft auszuschalten. Im Endspiel um den Mittelrheinpokal unterlag man den Amateuren von Bayer 04 Leverkusen am heimischen Lindenplatz. Damit endete die zweite erfolgreiche Ära der Rhenania.
Die Verantwortlichen hatten sich finanziell übernommen und der Verein geriet in seine größte Krise, die in der Insolvenz endete. Doch mit tatkräftiger Unterstützung der politisch Verantwortlichen gelang es dem Vereinsvorstand, das Ruder herumzureißen. Dabei musste jedoch der sportliche Neubeginn in Kauf genommen werden. In der Saison 2010/11 wurde der Wiederaufstieg in die Kreisliga A geschafft.
Im Jahre 2018 schloss sich die Fußballabteilung des Vereins DJK Armada Euchen-Würselen der Rhenania an. Drei Jahre später scheiterte eine geplante Fusion mit dem FC Teutonia Weiden.